# Phyllis Bentley
Phyllis Eleanor Bentley (Halifax, 19 novembre 1894 – 27 giugno 1977) è stata una scrittrice britannica.

## Biografia
Nata e cresciuta nello Yorkshire, lavorò nell'industria bellica durante la prima guerra mondiale e, al termine del conflitto, si dedicò all'insegnamento dell'inglese e del latino nella sua città natale. 
Nel 1918 fece il suo esordio letterario con la raccolta di racconti The World's Bane. Ad esso seguirono una mezza dozzina di romanzi di scarso successo, finché nel 1932 Inheritance non la catapultò al successo. Autrice prolifica, scrisse un'altra mezza dozzina di romanzi (inclusi due seguiti di Inheritance e il romanzo storico Freedom, Farewell!, ambientato nell'Antica Roma), ventiquattro racconti gialli con Marian Phipps come protagonista (pubblicati inizialmente su Ellery Queen's Mystery Magazine), nonché una biografia e un saggio critico sulle sorelle Brontë.
Nel 1949 ricevette un dottorato onorario dall'Università di Leeds, mentre nel 1958 fu eletta fellow della Royal Society of Literature. 
Morì nel 1977 all'età di 82 anni.

## Opere tradotte in italiano
- E poi si ricomincia [Inheritance], Corbaccio, 1942  [1932].
- Il destino di Morcar [The Rise of Henry Morcar], collana Le Najadi, Jandi Sapi, 1949  [1946].